# Fernand Bournon
Fernand Auguste Marie Bournon est un archiviste et historien français, spécialiste de l'histoire de Paris, né à Paris le 1er octobre 1857 et décédé dans la même ville le 2 janvier 1909. Il était le petit-fils du député (1848) Victor Mazuline.

## Biographie
Élève de l'École des chartes il y obtient le diplôme d'archiviste paléographe grâce à une thèse sur l'hôtel Saint-Pol, la demeure parisienne des rois Charles V et Charles VI.
À sa sortie de l'École, en 1879, il est nommé archiviste départemental du Loir-et-Cher. Pendant cette période, il dresse l'inventaire des archives de Romorantin.
Il est ensuite archiviste municipal de Saint-Denis de 1886 à 1898.
Membre du « Comité des inscriptions parisiennes », il dirige la publication des tomes VII et VIII de la Topographie du Vieux Paris.
Il vécut 12 rue Antoine-Roucher (16e arrondissement de Paris).

## Publications
- Paris, Histoire - Monuments - Administration - Environs de Paris, Paris, Armand Colin, 1888, Lire en ligne
- Catalogue des manuscrits de la bibliothèque de l'Institut, Paris, H. Champion, 1890
- Histoire de la ville et de tout le diocèse de Paris, Ville de Paris et ancienne banlieue, par l'abbé Jean Lebeuf. Rectifications et additions par Fernand Bournon, Paris, H. Champion, 1890 Tome 1, Tome 2, Tome 3, Tome 4, Tome 5, Tome 6,

- Prix Jean-Jacques-Berger 1903 de l'Académie des inscriptions et belles-lettres.
- La Bastille, histoire et description des bâtiments, administration, régime de la prison, évènements historiques, Paris, Imprimerie nationale, 1893

- Prix Thérouanne de l'Académie française
- Les Rosières de Saint-Denis, Saint-Denis, H. Bouillant, 1896
- Paris-Atlas, Paris, Larousse, 1900
- Catalogue des manuscrits de la Bibliothèque de la Ville de Paris, Paris, H. Champion, 1893, 1903
- Les Arènes de Lutèce. Le Passé. L'Exhumation. L'État actuel, Paris, H. Daragon, 1908
- Les Villes d'art célèbres. Blois, Chambord et les châteaux du Blésois, Paris, H. Laurence, 1908
- Promenades à Blois et aux environs
- L'Hôtel royal de Saint Pol à Paris
- État des communes à la fin du XIXe siècle, sur les communes de l'ancien département de la Seine, publié sous les auspices du conseil général de la Seine, Montévrain, imprimerie de l’école d'Alembert, 1896-1906